# Governo Rutte III
Il Governo Rutte III (in lingua nederlandese: Kabinet-Rutte III) è stato il settantesimo Governo dei Paesi Bassi, in carica per un totale di 4 anni, 2 mesi e 14 giorni, dal 26 ottobre 2017 al 10 gennaio 2022 (sebbene dimissionario a partire dal 15 gennaio 2021), presieduto dal primo ministro Mark Rutte.
Si trattava di un esecutivo di centro/centro-destra composto dai liberali del Partito Popolare per la Libertà e la Democrazia del premier Rutte insieme ai cristiano democratici dell'Appello Cristiano Democratico, ai liberali progressisti del Democratici 66 e ai calvinisti dell'Unione Cristiana.

## Storia

### Le trattative per la formazione del nuovo governo
L'accordo per la formazione del nuovo governo è stato trovato 208 giorni dopo le elezioni del marzo 2017, che hanno visto la terza vittoria per i liberali del premier Rutte, seppur perdendo 8 seggi rispetto alla precedente tornata elettorale, ma anche l'ascesa del Partito per la Libertà guidato da Geert Wilders, che è passato da 15 a 20 seggi piazzandosi come secondo partito dei Paesi Bassi.
Dopo sette mesi di trattative il premier Rutte ha trovato l'accordo con tre partiti, formando una coalizione di centro composta da:
- Partito Popolare per la Libertà e la Democrazia, liberali ed europeisti, di centro-destra;
- Appello Cristiano Democratico, cristiani-democratici, di centro/centro-destra;
- Democratici 66, socioliberali, di centro;
- Unione Cristiana, calvinisti, di centro.

Il governo era composto da 16 ministri e 8 segretari di stato, per un totale di 24 membri di cui 10 erano donne.

### Caduta del governo
Il Governo si è dimesso in seguito ad uno scandalo legato a dei sussidi economici.

## Situazione parlamentare
| Camera       | Collocazione | Partiti                                                                                | Seggi    |
| ------------ | ------------ | -------------------------------------------------------------------------------------- | -------- |
| Tweede Kamer | Maggioranza  | VVD (33), CDA (19), D66 (19), CU (5)                                                   | 76 / 150 |
| Tweede Kamer | Opposizione  | PVV (20), GL (14), SP (14), PvdA (9), PvdD (5), 50PLUS (4), SGP (3), DENK (3), FvD (2) | 74 / 150 |

## Composizione
Partito Popolare per la Libertà e la Democrazia (VVD)
     Appello Cristiano Democratico (CDA)
     Democratici 66 (D66)
     Unione Cristiana (CU)
| Carica o ministero                                                 | Titolare | Titolare | Titolare                                                                                                | Partito |
| ------------------------------------------------------------------ | -------- | -------- | --- | ------- |
| Ministro-presidente                                                |          |          | Mark Rutte                                                                                              | VVD     |
| Primo Vice Ministro-Presidente, Salute, benessere e sport          |          |          | Hugo de Jonge                                                                                           | CDA     |
| Secondo Vice Ministro-Presidente, Interno e relazioni con il Regno |          |          | Kajsa Ollongren (Si dimise momentaneamente per motivi personali dal 1º novembre 2019 al 14 maggio 2020) | D66     |
| Terzo Vice Ministro-Presidente, Agricoltura                        |          |          | Carola Schouten                                                                                         | CU      |
| Affari esteri                                                      |          |          | Halbe Zijlstra (fino al 13 febbraio 2018)                                                               | VVD     |
| Finanze                                                            |          |          | Wopke Hoekstra                                                                                          | CDA     |
| Giustizia e sicurezza                                              |          |          | Ferdinand Grapperhaus                                                                                   | CDA     |
| Affari economici e politica del clima                              |          |          | Eric Wiebes (fino al 15 gennaio 2021)                                                                   | VVD     |
| Difesa                                                             |          |          | Ank Bijleveld                                                                                           | CDA     |
| Affari sociali e occupazione                                       |          |          | Wouter Koolmees                                                                                         | D66     |
| Istruzione, cultura e scienza                                      |          |          | Ingrid van Engelshoven                                                                                  | D66     |
| Infrastrutture e gestione delle risorse idriche                    |          |          | Cora van Nieuwenhuizen                                                                                  | VVD     |
| Commercio estero e cooperazione allo sviluppo                      |          |          | Sigrid Kaag                                                                                             | D66     |
| Protezione legale                                                  |          |          | Sander Dekker                                                                                           | VVD     |
| Assistenza sanitaria                                               |          |          | Bruno Bruins                                                                                            | VVD     |
| Istruzione primaria e secondaria e comunicazioni                   |          |          | Arie Slob                                                                                               | CU      |

### Modifiche intervenute
| Carica o ministero                                                 | Titolare | Titolare | Titolare | Partito      |
| ------------------------------------------------------------------ | -------- | -------- | --- | ------------ |
| Affari esteri                                                      |          |          | Stef Blok (dal 7 marzo 2018) | VVD          |
| Affari economici, politica e clima                                 |          |          | Bass Van't Wout (dal 20 gennaio 2021 al 25 maggio 2021) | VVD          |
| Secondo Vice Ministro-Presidente, Interno e relazioni con il Regno |          |          | Wouter Koolmees (Sostituisce momentaneamente Kajsa Ollongren la quale per motivi personali si sospese dalle sue funzioni dal 01 Novembre 2019 al 14 Maggio 2020) | Indipendente |

### Segretari di Stato
| Deleghe | Titolare | Titolare | Titolare                            | Partito |
| ------- | -------- | -------- | ----------------------------------- | ------- |
|         |          |          | Raymond Knops                       | CDA     |
|         |          |          | Menno Snel Fino al 18 dicembre 2019 | D66     |
|         |          |          | Mark Harbers Fino al 21 maggio 2019 | VVD     |
|         |          |          | Mona Keijzer                        | CDA     |
|         |          |          | Barbara Visser                      | VVD     |
|         |          |          | Paul Blokhuis                       | CU      |
|         |          |          | Tamara van Ark                      | VVD     |
|         |          |          | Stientje van Veldhoven              | D66     |

### Modifiche intervenute
| Deleghe | Titolare | Titolare | Titolare                                     | Partito |
| ------- | -------- | -------- | -------------------------------------------- | ------- |
|         |          |          | Ankie Broekers-Knol (dal 21 maggio 2019)     | VVD     |
|         |          |          | Alexandra van Huffelen (dal 29 gennaio 2020) | D66     |
|         |          |          | Hans Vijlbrief (dal 29 gennaio 2020)         | D66     |